# جورج قاو
جورج قاو (بالصينية: 高韶青) هو ملحن صيني، ولد في 1967.

## وصلات خارجية
- جورج قاو على موقع IMDb (الإنجليزية)
- جورج قاو على موقع ميوزك برينز (الإنجليزية)
- جورج قاو على موقع ديسكوغز (الإنجليزية)